# IC 476
IC 476 је спирална галаксија у сазвјежђу Близанци која се налази на листи објеката дубоког неба у Индекс каталогу.
Деклинација објекта је + 26° 57' 3" а ректасцензија 7h 47m 16,4s. Привидна величина (магнитуда) објекта IC 476 износи 14,8 а фотографска магнитуда 15,6. IC 476 је још познат и под ознакама MCG 5-19-6, CGCG 148-18, PGC 21796.